# Юдеополонія

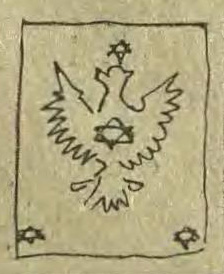
Фрагмент антисемітського сатиричного малюнка під назвою «Польща в образах, або бачення майбутнього крізь призму меншини», показуючи герб Польщі, якою керують етнічні меншини (імпліцитно: євреї)

Юдеополонія (Judeopolonia або Judeo-Polonia, Judeopolska, Judeo-polska) — теорія змови про нібито загрозу польськості та польській державі, приписуючи євреям плани домінувати та створити свою державу на території Польщі.

## Історія
Бачення Польщі, де домінують євреї, вперше з'явилося в книзі Юліана Урсина Нємцевича «3333 рік, або Нечувана мрія», опублікованій через кілька десятків років після її написання — у 1858 році в Przegląd Poznański. Під назвою Москополіс Нємцевич малює картину Варшави в майбутньому, де домінують євреї.
Наприкінці ХІХ століття концепція «Юдеополонії» стала популярною в націоналістичній журналістиці, яка застерігала від нібито небезпеки домінування євреїв у Польщі. Брошура Нємцевича була перевидана і поширена багато разів як застереження проти «єврейської загрози». У книзі «Знайомство з євреєм», опублікованій у 1912 році, Теодор Єске-Хойнський  пропагує антисемітизм як «оборонну дію, виправдану загрозою з боку євреїв», погрожуючи «задушити поляків, якщо їхня вимога про створення Юдеополонії та юдеопольської нації не буде задоволена». За словами Єжи Єдліцького, євреї стали для цих публіцистів уособленням «внутрішній ворог, який будує змову, щоб вивести поляків з ладу і перетворити Польщу на Юдопольщу». Це відображало, на думку автора, відчуття незахищеності та загрози перед обличчям наддержав і зовнішніх сил, які не піддаються контролю. Як стверджує Єдліцкі, «образ єврея-змовника зробив загадковий світ ясніше, простіше і зрозуміліше». Конспірологічний образ світу посилювався існуванням смуги осілості, а відтак і масовим напливом так званих литваків.
З 1914 року — початку Першої світової війни — німці підтримували відцентрові та опозиційні рухи в Росії. Вони посилали шпигунів і намагалися експлуатувати меншини, вони обіцяли незалежність литовцям і «Юдеополонію» євреям. Вона отримала назву «акція революціонізації та повстання» і була проведена німецькою військовою розвідкою за згодою імператора Вільгельма II. Реалізацію здійснював департамент IIIb німецького генерального штабу. Метою цієї операції був внутрішній розпад і ослаблення Російської імперії.
У міжвоєнний період побоювання змови щодо захоплення Польщі євреями не слабшають — євреїв усе ще сприймали як чужоземний елемент і внутрішнього ворога, що загрожує польській ідентичності. Звинувачення у створенні Юдеополонії призвели, серед іншого, до вбивства першого президента Габріеля Нарутовича, про що згадав убивця Елігіуш Нєвядомський у своєму відкритому листі до поляків.
У 1981 році спецслужби ПНР видали (в рамках боротьби з опозицією) книгу під назвою «Юдеополонія. Невідомі сторінки історії Польської Народної Республіки». Її автором був офіцер військової інформації полковник Здзіслав Чесьолкевич (під його іменем книга була перевидана у 1989 р. у видавництві Unia Nowoczesnego Humanistyczny).
З 1990-х років століття Проєкт Східноєвропейської федерації 1914 року (операція революціонізації та повстання німецької військової розвідки під час Першої світової війни) також був представлений як «Юдеополонія», хоча цей термін ніколи не фігурував у планах цього проекту.

## Споріднені теорії

### Полін
У ХХІ столітті популярним терміном, що стосується ймовірного контролю або захоплення Польщі євреями, є «Полін», назва Польщі на івриті. За цією модернізованою версією теорії Юдеополонії, Польща буде знову заселена євреями, які раніше були громадянами Ізраїлю, бо нібито ця країна більше не в змозі пережити загрозу з боку сусідніх арабських країн, езважаючи на те, що вона досі пережила всі оголошені проти неї війни і загрози, що надходять з боку Палестини, а також здатна нормалізувати відносини з нинішніми регіональними ворогами (Кемп-Девідські угоди, Ізраїльсько-йорданська мирова угода, Угоди в Осло, угода Авраама). Серед прихильників цієї теорії є депутат Гжегож Браун, який вважає, що для цієї мети має використовуватися секретна інфраструктура, побудована в Центральному комунікаційному порту або аквапарку в Мщонові.
Рух єврейського відродження в Польщі, мистецький проект ізраїльського художника Яеля Бартани, кульмінацією якого став триденний конгрес у Берліні в 2012 році, також був звинувачений у здійсненні змови з метою поселення євреїв у Польщі.

### Укрополін
З прибуттям значної кількості українських біженців до Польщі прихильники теорії змови Юдеополонія/Полін трансформували її в «Укрополін», концепцію, яка стверджувала, що не лише євреї, а й українці мають стати привілейованими групами Польщі — новітніми колонізаторами. Серед прихильників цієї теорії — журналіст Конрад Рекас, відомий своєю співпрацею з проросійськими медіа. Згодом ця теорія була підхоплена російськими медіа та використана в пропагандистських цілях.

### Небесний Єрусалим
Теорія змови щодо нібито проекту «Небесний Єрусалим», яку просували особливо проросійські партії під час вторгнення в Україну у 2022 році, виконує схожу функцію з «Юдеополонією». Ця теорія свідчить про те, що російсько-українська війна нерозривно пов'язана з нібито планами переміщення держави Ізраїль на територію південного сходу України. Причинами створення цього плану прихильники теорії називають нібито неспроможність Ізраїлю далі захищати свої території від арабських держав (доказом цього є неправдива цитата Генрі Кіссінджера) і колишнє існування Хозарської держави в частині сучасної Україна (антисеміти підтримують тезу, що євреї-ашкеназі, які населяли територію колишньої Першої Посполитої, були новонаверненими хозарського походження).

### Нова Каліфорнія/Хазарія
Щодо території України також існує конспірологічна теорія під назвою «Нова Каліфорнія», проголошуючи, що за часів Радянського Союзу Кримський півострів мав бути переданий євреям для заселення в обмін на кредити, надані СРСР американськими банкірами єврейського походження. Поки Сталін не перервав проєкт, банкіри повинні були вивезти на півострів 100 тисяч поселенців. Зупинення цього проекту також вважалося справжньою причиною передачі Микитою Хрущовим Криму Українській РСР. Цю теорію поширюють проросійські тролі.